# Bảo Sanh Đại Đế
Bảo Sanh Đại Đế (979—1036) là một vị thần y học Trung Quốc. Ông được tôn thờ trong tôn giáo dân gian Trung Quốc và Đạo giáo. Vị thần phổ biến nhất ở Phúc Kiến và Đài Loan.

## Nhân vật lịch sử
Ngô Bản (吳夲) sinh ra tại làng Bách Liễu (百了; tự Hoa Cơ, hiệu Vân Đông) gần Hạ Môn, Phúc Kiến, trong thời nhà Tống vào năm 979. Ông là một thầy thuốc tài giỏi và Đạo giáo, người được cho là đã thực hiện các phép lạ về y học, bao gồm cả việc nhỏ mắt cho rồng và loại bỏ dị vật từ cổ họng hổ. Sau khi ông mất vào năm 1036, ông bắt đầu được tôn thờ như một vị thần. Thần vị của ông đã được chính thức xác nhận bởi Minh Nhân Tông, người mà đã phong tặng cho ông danh hiệu Ân Chủ Hạo Thiên Kim Khuyết Ngự Sử Từ Tế Y Linh Diệu Đạo Chân Vạn Thọ Vô Cực Bảo Sanh Đại Đế (恩主昊天金闕御史慈濟醫靈妙道真君萬壽無極保生大帝).

## Tôn thờ
Ông được tôn thờ tại nhiều nhà thờ ở Phúc Kiến và Đài Loan, bao gồm nhà thờ Đại Long Động Bảo An (大龍峒保安) ở Đài Bắc. Sinh nhật của ông đã được tổ chức với các đoàn diễu hành và lễ hội trong ngày 15 tháng 3 theo tháng âm lịch.

## Bộ sưu tập ảnh

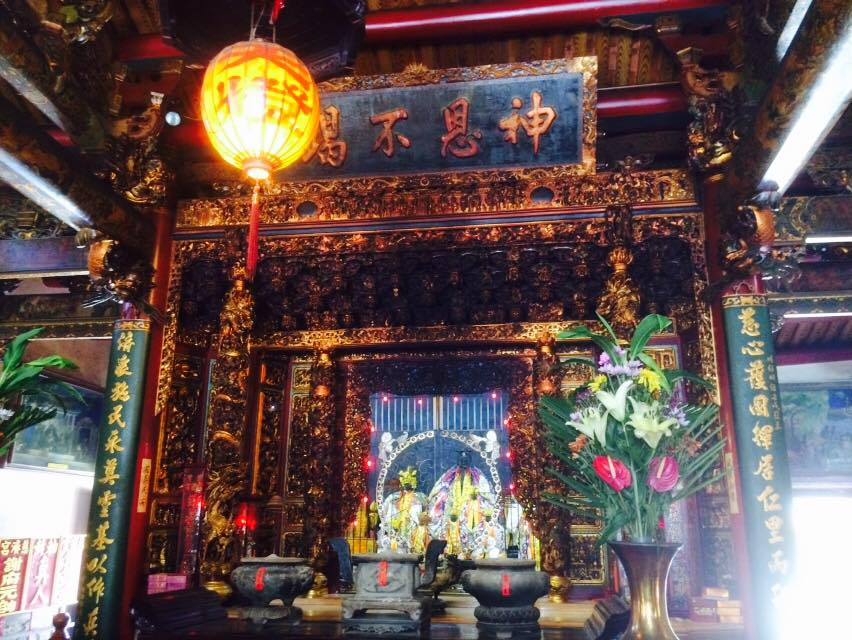
Chính điện của nhà thờ Từ Tế (慈濟) ở Học Giáp, Đài Nam
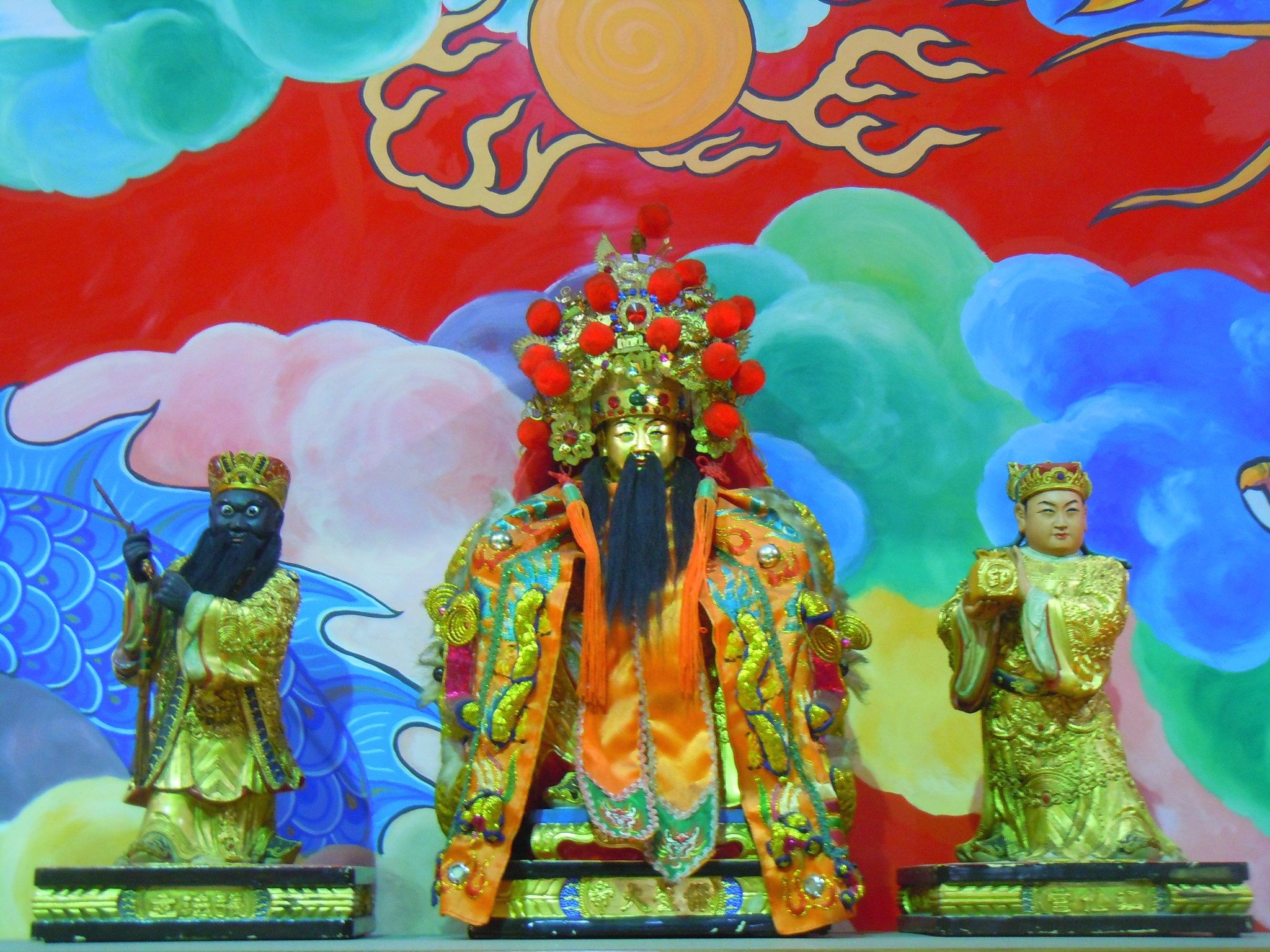
Bàn thờ Bảo Sanh Đại Đế tại nhà thờ Nguyên Bảo (元保) ở Đài Trung
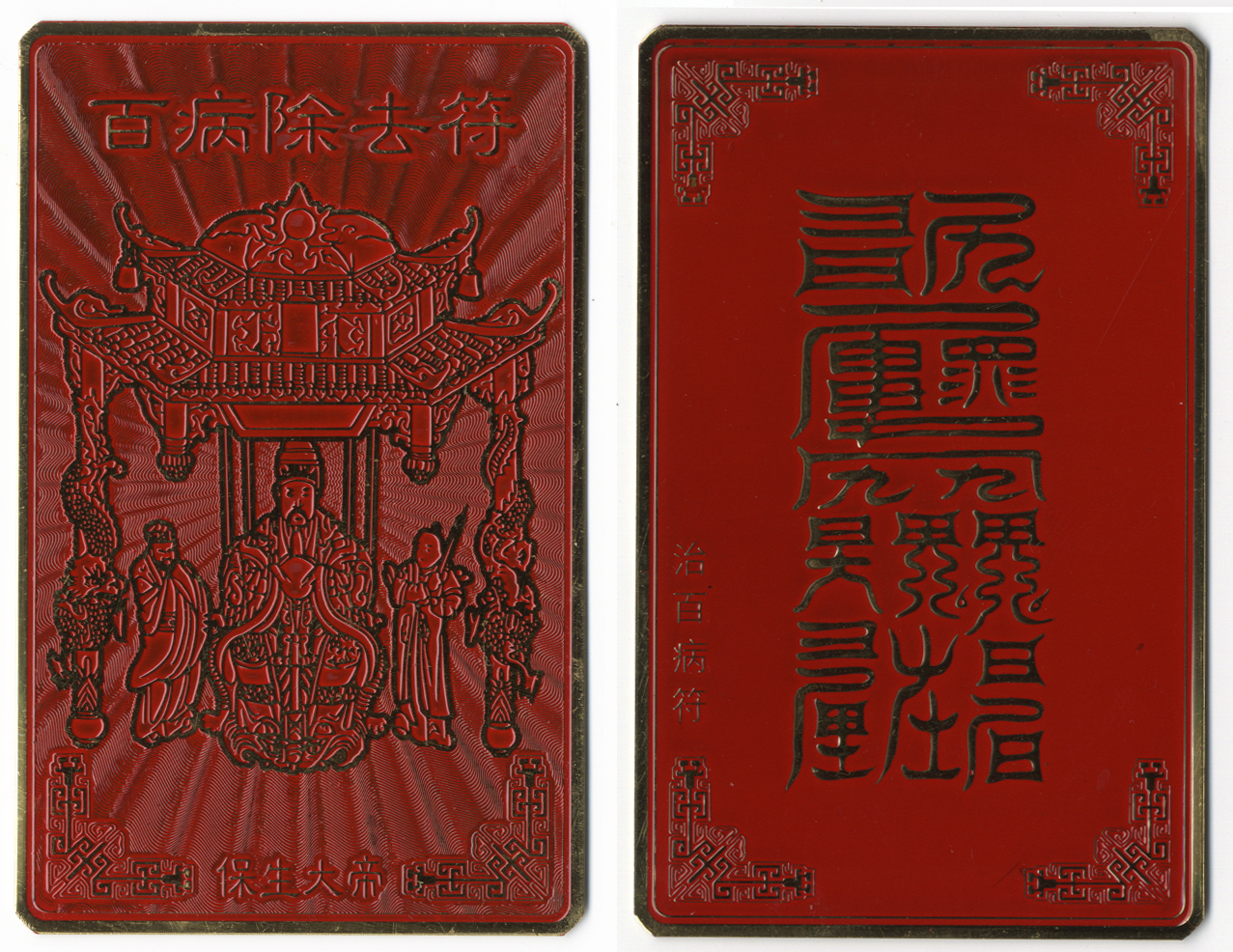
Bùa hộ mệnh của Bảo Sanh Đại Đế.